# Вишње (Иванчна Горица)
Вишње (словен. Višnje) је насељено место у општини Иванчна Горица, Средњесловенска регија, Словенија.

## Историја
До територијалне реорганизације у Словенији било је у саставу старе општине Гросупље.

## Становништво
У попису становништва из 2011. године, Вишње је имало 92 становника.
| Број становника према пописима | Број становника према пописима | Број становника према пописима |
| ------------------------------ | ------------------------------ | ------------------------------ |
| 1991                           | 2002                           | 2011                           |
| 137                            | 94                             | 92                             |